# Stade de la Rabine
Das Stade de la Rabine ist ein Fußballstadion und die Heimstätte des OC Vannes. Es liegt im französischen Vannes im Département Morbihan in der Bretagne. Es wurde 2006 und 2009 von 7.500 auf 9.500 Plätze, von denen 6.080 Sitzplätze sind, ausgebaut. Zusätzlich sind 18 Logen vorhanden. Seit 2014 nutzt der Rugby-Union-Verein RC Vannes die Anlage in Vannes. 
2013 war das Stadion einer von drei Austragungsorte der U-20-Rugby-Union-Weltmeisterschaft. Die Sportstätte war Schauplatz der Partien der Gruppe B und der Finalrunde mit den Halbfinalbegegnungen, dem Spiel um Platz 3 und dem Finale.
2018 wurden 12 der 32 Spiele bei der U-20-Frauenweltmeisterschaft im Fußball im Stade de la Rabine ausgetragen, darunter beide Halbfinales, das Match um Platz drei und das Endspiel.